# Angela Piskernik
Angela Piskernik (n. 27 august 1886, Lobnig⁠(d), Carintia, Austria – d. 23 decembrie 1967, Ljubljana, Republica Socialistă Slovenia, RSF Iugoslavia) a fost o botanistă austro-iugoslavă (slovenă).

## Biografie
Piskernik s-a născut la Eisenkappel (slovenă: Železna Kapla) în sudul Carintiei, în apropiere de granița cu Slovenia. Ea a rămas în Austria după primul război mondial și a luat un doctorat în botanică de la Universitatea din Viena. Printre profesorii ei academici a fost și Hans Molisch. A lucrat pentru muzeul provincial din Ljubljana și a predat în diferite școli secundare. 
Ca femeie conștientă de apartenența ei la națiunea slovenă, a participat activ la Referendumul din Carintia din 1920 (pentru determinarea definitivă a frontierei sudice) și într-un club de migranți. În 1943, a fost încarcerată și reținută în lagărul de concentrare nazist Ravensbrück.  Este menționată în romanul autobiografic „Îngerul uitării” al scriitoarei austriece Maja Haderlap.
După 1945 a ajuns directoare a Muzeului de Istorie Naturală din Ljubljana și a lucrat la serviciul de conservare a naturii. În special, a făcut eforturi pentru reînnoirea și protejarea Grădinii Botanice Alpine Juliana și a Parcului Național Triglav. Ea a fost inspirată de conservatorul italian Renzo Videsott (1904 – 1974). 
În anii 1960, ea a condus delegația iugoslavă a Comisiei Internaționale pentru Protecția Alpilor (CIPRA) și a propus crearea unui parc natural transnațional cu Austria în Alpii din Savinja și Karawanks. Parcul bilateral nu a fost însă realizat. Astăzi, această zonă face parte din Centura Verde a Europei.
Angela Piskernik a murit la  23 decembrie 1967 la Ljubljana. 
În 2012, a fost realizat un film documentar de 50 de minute denumit Kuharska knjiga dr. Angele Piskernik, în regia lui Amir Muratović, de către Televiziunea Slovenă (Televizija Slovenija). În 2019, în onoarea sa, a fost emisă o marcă poștală comemorativă de către Poșta din Slovenia.

## Scrieri
- Jugoslovansko-Avstrijski visokogorski park (predlog za zavarovanje) (cu un rezumat în engleză: Yugoslav-austrian high mountains park (proposition for protection) (1965), Varstvo narave 4, pp. 7-15